# Sweet Kitty Bellairs (film 1930)
Sweet Kitty Bellairs è un film del 1930 diretto da Alfred E. Green.
Nel 1916, la Jesse L. Lasky Feature Play Company aveva prodotto una trasposizione cinematografica dal lavoro teatrale di David Belasco in una versione muta, Sweet Kitty Bellairs, film diretto da James Young.

## Produzione
Il film fu prodotto dalla Warner Bros. Pictures.

## Distribuzione
Distribuito dalla Warner Bros. Pictures, il film uscì nelle sale cinematografiche statunitensi il 5 settembre 1930.